# Roodborsthoningeter
De roodborsthoningeter (Conopophila albogularis) is een zangvogelsoort uit de familie honingeters (Meliphagidae). Het is een vogelsoort uit Australië en Nieuw-Guinea.

## Beschrijving
De roodborsthoningeter is 11 tot 12,5 cm lang. Het is een grijsbruine vogel, qua formaat en gedrag een typische honingeter met geel op de slagpennen, een vuilwitte vlek op de keel en licht roodbruine brede band over de borst als opvallende soortkenmerken.

## Verspreiding en leefgebied
De roodborsthoningeter komt voor in Australië in het noorden van het Noordelijk Territorium en het noorden van Queensland. In Nieuw-Guinea op de Aru-eilanden, de Vogelkop en in zuidelijk-centraal, noordoostelijk en zuidoostelijk Nieuw-Guinea. Het is een algemene vogel van diverse typen landschap met bos en struiken met water of moeras in de buurt. Soms ook in parken en bij menselijke nederzettingen.

## Status
De grootte van de populatie is niet gekwantificeerd, maar er is geen aanleiding te veronderstellen dat de soort in aantal achteruit gaat. Om deze redenen staat deze honingeter als niet bedreigd op de Rode Lijst van de IUCN.